# The Father
The Father is een Brits-Franse dramafilm uit 2020 onder regie van Florian Zeller. De hoofdrollen worden vertolkt door Anthony Hopkins en Olivia Colman.

## Verhaal
Een hoogbejaarde, dementerende man woont alleen in Londen en weigert de verpleeghulp die zijn dochter hem probeert aan te bieden. Zij beschouwt de hulp echter als noodzakelijk omdat ze zelf op het punt staat om met haar partner naar Parijs te verhuizen.

## Rolverdeling
| Acteur          | Personage |
| --------------- | --------- |
| Anthony Hopkins | Anthony   |
| Olivia Colman   | Anne      |
| Rufus Sewell    | Paul      |
| Imogen Poots    | Laura     |
| Olivia Williams | De vrouw  |
| Mark Gatiss     | De man    |
| Ayesha Dharker  | Dr. Sarai |

## Productie
In 2012 schreef en regisseerde de Franse auteur Florian Zeller het toneelstuk Le Père, als onderdeel van een theatertrilogie die verder bestaat uit La Mère (2010) en Le Fils (2018). Het werk werd in 2014 bekroond met de Molière-prijs voor beste toneelstuk. In de daaropvolgende jaren werd er onder de titel The Father onder meer ook een Britse en Amerikaanse versie van het toneelstuk opgevoerd en in 2015 volgde in Frankrijk een vrije filmadaptatie, Floride.
Zeller vormde het toneelstuk samen met zijn vaste vertaler Christopher Hampton om tot een filmscenario. In mei 2019, in de aanloop naar het filmfestival van Cannes, raakte bekend dat Olivia Colman en Anthony Hopkins de hoofdrollen zouden vertolken. Later die maand werd de cast uitgebreid met onder meer Rufus Sewell, Imogen Poots en Olivia Williams en gingen de opnames van start in het Verenigd Koninkrijk.
De film ging op 27 januari 2020 in première op het Sundance Film Festival. De Amerikaanse release volgde op 26 februari 2021.

## Prijzen en nominaties
| Jaar | Prijs                  | Categorie                   | Genomineerde(n)                     | Uitslag     |
| ---- | ---------------------- | --------------------------- | ----------------------------------- | ----------- |
| 2021 | Golden Globes          | Beste dramafilm             | Beste dramafilm                     | Genomineerd |
| 2021 | Golden Globes          | Beste acteur (drama)        | Anthony Hopkins                     | Genomineerd |
| 2021 | Golden Globes          | Beste actrice in een bijrol | Olivia Colman                       | Genomineerd |
| 2021 | Golden Globes          | Beste scenario              | Florian Zeller, Christopher Hampton | Genomineerd |
| 2021 | Critics' Choice Awards | Beste acteur                | Anthony Hopkins                     | Genomineerd |
| 2021 | Critics' Choice Awards | Beste actrice in een bijrol | Olivia Colman                       | Genomineerd |
| 2021 | Critics' Choice Awards | Beste bewerkte scenario     | Florian Zeller, Christopher Hampton | Genomineerd |
| 2021 | Critics' Choice Awards | Beste montage               | Yorgos Lamprinos                    | Genomineerd |
| 2021 | BAFTA Awards           | Beste film                  | Beste film                          | Genomineerd |
| 2021 | BAFTA Awards           | Beste Britse film           | Beste Britse film                   | Genomineerd |
| 2021 | BAFTA Awards           | Beste acteur                | Anthony Hopkins                     | Gewonnen    |
| 2021 | BAFTA Awards           | Beste bewerkte scenario     | Florian Zeller, Christopher Hampton | Gewonnen    |
| 2021 | BAFTA Awards           | Beste montage               | Yorgos Lamprinos                    | Genomineerd |
| 2021 | BAFTA Awards           | Beste productieontwerp      | Beste productieontwerp              | Genomineerd |
| 2021 | Academy Awards         | Beste film                  | Beste film                          | Genomineerd |
| 2021 | Academy Awards         | Beste acteur                | Anthony Hopkins                     | Gewonnen    |
| 2021 | Academy Awards         | Beste actrice in een bijrol | Olivia Colman                       | Genomineerd |
| 2021 | Academy Awards         | Beste bewerkte scenario     | Florian Zeller, Christopher Hampton | Gewonnen    |
| 2021 | Academy Awards         | Beste montage               | Yorgos Lamprinos                    | Genomineerd |
| 2021 | Academy Awards         | Beste productieontwerp      | Beste productieontwerp              | Genomineerd |